# Chiesa dei Santi Antonio e Giacomo
La chiesa dei Santi Antonio e Giacomo il Maggiore è un luogo di culto cattolico situato nel comune di Fontanigorda, in piazza della Chiesa, nella città metropolitana di Genova. La chiesa è sede della parrocchia omonima del vicariato di Bobbio, Alta Val Trebbia, Aveto e Oltre Penice della diocesi di Piacenza-Bobbio.
Dalla parrocchia di Fontanigorda dipende l'oratorio di San Rocco, del 1849.

## Storia e descrizione

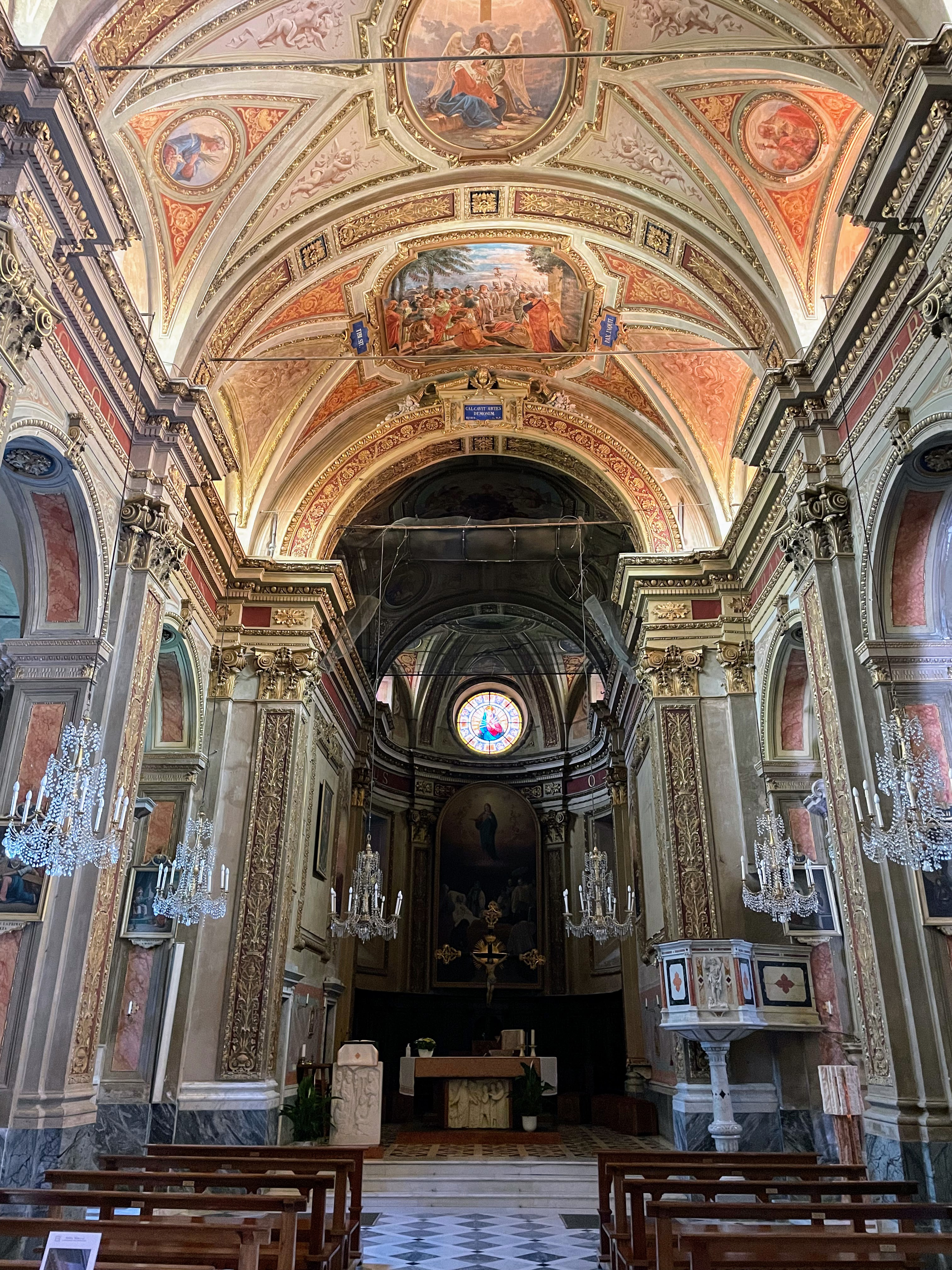
Particolare dell'interno

La parrocchia venne eretta nel 1798. L'edificio è una ricostruzione in stile barocco. L'interno della chiesa è a tre navate e presenta preziose decorazioni nella volta e nella parte absidale.
Tra le opere sono conservate in due nicchie all'interno delle pareti le due statue in legno raffiguranti i titolari della chiesa.
Le feste patronali si tengono il 17 gennaio, in onore di sant'Antonio Abate ed il 25 luglio, in onore a san Giacomo.